# Legionärernas minnesdag
Legionärernas minnesdag är en inofficiell lettisk högtidsdag som infaller den 16 mars och firas sedan 1990 till minnet av den lettiska legion som under andra världskriget var en del av Waffen-SS. Högtiden etablerades ursprungligen av veteran- och exilorganisationen Daugavas Vanagi. Den marsch som arrangeras på minnesdagen, där parlamentsledamöter från Nationella alliansen deltagit, har fördömts av bland andra Simon Wiesenthal-centret.